# 초저비용 항공사
초저비용 항공사(영어: Ultra Low Cost Carrier, ULCC)는 저비용 항공사 중에서도 기본 서비스를 극히 최소화하고 유료 서비스를 최대화한 항공사를 일컫는 표현이다. 초저비용 항공사라는 카테고리가 따로 구분된 것은 아니지만 기존 저비용항공사에 비해 더욱 낮은 운임, 유료 서비스가 극대화된 것이 특징이라고 할 수 있다.

## 항공사
- 미국 - 스피릿 항공, 얼리전트 항공
- 캐나다 - 스웁
- 대한민국 - 에어로케이항공
- 아일랜드 - 라이언에어

## 같이 보기
- 저비용 항공사